# سلطان الثاني بن سيف اليعربي
سلطان بن سيف بن سلطان اليعربي (المشهور بسلطان الثاني)، خامس أئمة دولة اليعاربة، حكم بين عامي 1711-1719. تمكن من الإستيلاء على البحرين من أيدي الفرس.

## حياته
تولى الإمامة بعد وفاة والده سيف بن سلطان، جاهد الأعداء في البر والبحر وحارب العجم في مواضع شتى وطردهم، استولى على البحرين والقسم ولارك وهرمز. بنى حصن الحزم وانتقل من الرستاق إليه. مات في حصن الحزم الذي بناه وقبره في البرج الغربي منه وكانت وفاته يوم الأربعاء في شهر جمادى الآخرة سنة 1131هـ (1718م).